# Saki Kanatlar
Saki Kanatlar (* 1. September 1982) ist ein türkischer Poolbillardspieler. Er stammt aus Istanbul.

## Karriere
Im März 2014 nahm Saki Kanatlar erstmals an der Europameisterschaft teil und erreichte im 14/1 endlos die Runde der letzten 64, in der er gegen den Belgier Moritz Lauwereyns ausschied. Bei der EM 2015 gelang es Kanatlar im 10-Ball ins Viertelfinale einzuziehen, das er anschließend mit 4:8 gegen Nick van den Berg verlor. Zudem erreichte er das Sechzehntelfinale im 8-Ball und die Runde der letzten 64 im 14/1 endlos.
Mit der türkischen Nationalmannschaft schied Kanatlar 2014 und 2015 in der Vorrunde der EM aus.